# Pandinus sahelicus
Espèce
Pandinus sahelicus est une espèce de scorpions de la famille des Scorpionidae.

## Distribution
Cette espèce est endémique du Burkina Faso. Elle se rencontre dans les environs de Ouahigouya et Diébougou.

## Habitat
Cette espèce se rencontre dans la savane soudanienne occidentale, les steppes boisées des zones sahéliennes et soudano-sahéliennes.

## Description
Le mâle holotype mesure 87,15 mm, les mâles mesurent de 73 à 89 mm et les femelles de 75 à 83 mm.

## Systématique et taxinomie
Cette espèce a été décrite par Ythier et Audibert (d) en 2023.

## Étymologie
Son nom d'espèce lui a été donné en référence à son habitat, les zones sahéliennes et soudano-sahéliennes.

## Publication originale
- Ythier & Audibert, 2023 : « A new species of Pandinus Thorell, 1876 from the Sahelian wooded steppes of Burkina Faso (Scorpiones: Scorpionidae). » Serket, vol. 19, no 4, p. 398-411.